# Schafkoven/Donneresch
Schafkoven/Donneresch ist ein Stadtteil der kreisfreien Stadt Delmenhorst im Oldenburger Land in Niedersachsen. 2010 hatte der Ort 10.058 Einwohner.

## Geografie und Verkehr

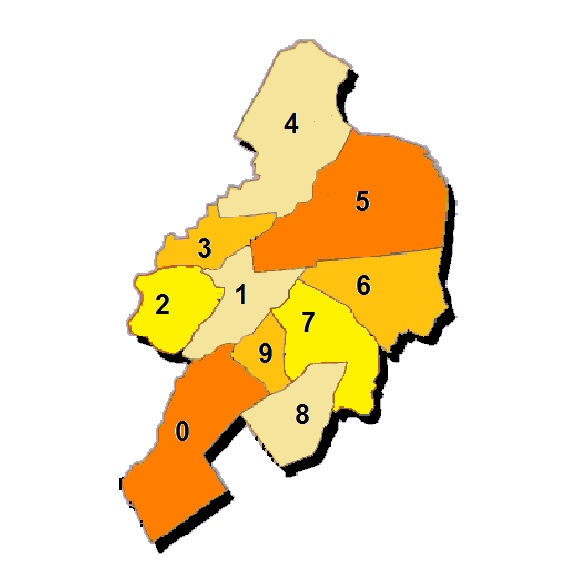
Stadtteile Delmenhorsts; 5 = Schafkoven/Donneresch

Der Stadtteil, an dessen südlichem Rand die Landesstraße L 887 verläuft, erstreckt sich im nordöstlichen Teil des Stadtgebietes von Delmenhorst. Westlich fließt die Delme. Bedeutsam ist das Gebiet der Nordwolle, der ehemaligen Norddeutschen Wollkämmerei & Kammgarnspinnerei, die von 1884 bis 1981 bestand.
Die Delbus-Linien 207 und 212 durchfahren den Stadtteil.

## Infrastruktur
- Kindertagesstätten: St. Paulus, St. Polykarp und Das Regenbogen Kinderland
- Grundschulen: Bungerhof-Hasbergen, Iprump-Stickgras, Käthe-Kollwitz-Schule
- Ehem. Altes Maschinenhaus von 1884, seit 1996 Stadtmuseum Delmenhorst
- Ehem. Neues Maschinenhaus von 1902, seit etwa 1986 Fabrikmuseum und seit  1996 Nordwestdeutsches Museum für Industriekultur
- Ehem. Verwaltungsgebäude der Nordwolle von 1900, seit 2008 Bildungswerk der Niedersächsischen Wirtschaft (BNW)
- Ehem. Rohwollelager der Nordwolle von um 1900, seit um  2000 Nordwolle Veranstaltungszentrum mit der com.media
- Wollepark der Nordwolle sei ab 1893